# Thimo von Wettin
Thimo, Graf von Wettin, (* vor 1034; † 1091 oder 1118) war der Sohn des Markgrafen Dietrich und der Mathilde von Meißen. Graf Thimo starb nach den Naumburger Annalen am 9. März 1091, nach anderen Quellen erst im Jahre 1118. Nach Pätzold wird das Todesjahr mit nach ca. 1101 angegeben. Verheiratet war er mit Ida, der Tochter Ottos von Northeim, zeitweise Herzog von Bayern. Er war der Erste, der sich nach der Burg Wettin benannte.

## Leben
Thimo gehörte zu Anfang der sächsischen Adelsrevolte gegen Heinrich IV. (1073–1075) zu der Gruppe der Königsgegner. Er bekleidete das Amt des Vogtes des Hochstifts Naumburg. Zugleich war er Vogt des wettinischen Hausklosters Gerbstedt.
Der Wettiner geriet in Konflikte mit den königsfreundlichen Bischöfen von Münster, bei denen es um Nutzungsrechte am Kloster und die verhinderten Erzbischofswahlen zweier Wettiner ging, und zwar seines Bruders Friedrich, der Bischof von Münster wurde, sowie seines Neffen Günther, der dann Bischof von Naumburg wurde.
Im Jahre 1088 war er gemeinsam mit anderen Wettinern auf dem Quedlinburger Hoftag anwesend, auf dem Ekbert II. die Mark Meißen entzogen wurde. Thimo näherte sich um diese Zeit Kaiser Heinrich IV. an. Gemeinsam mit Dedo IV., seinem Sohn, und Heinrich I., seinem Neffen, nahm er im Jahre 1101 an der feierlichen Einführung der Hirsauer Observanz im Kloster Lippoldsberg teil.
Die bisher angenommene Identität Thimos von Wettin mit dem unter den Stifterfiguren des Naumburger Domes vertretenen Timo von Kistritz ist neuen Forschungen zufolge unwahrscheinlich.

## Nachkommen
1. Dedo IV., († 1124) Graf von Wettin und Stiftsvogt zu Naumburg
2. Konrad der Große, Markgraf von Meißen
3. Mathilde, († 1125) verehelicht mit Graf Gero von Seeburg und danach mit Graf Ludwig von Wippra